# Ferdinand Bol
Ferdinand Bol (24 de junho de 1616 - 24 de agosto de 1680) foi um artista, gravurista e desenhista holandês. Foi aluno de Rembrandt durante a Idade de Ouro Holandesa. Bol obteve sucesso durante sua carreira e é especialmente conhecido por suas pinturas e retratos históricos.